# Confine tra Bolivia e Cile
Il confine tra la Bolivia e il Cile descrive la linea di demarcazione tra questi due stati. Ha una lunghezza di 861 km.

## Caratteristiche

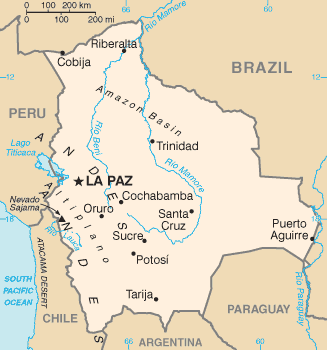
Mappa della Bolivia con indicati i confini.

La linea di confine interessa la parte sud-occidentale della Bolivia e quella nord del Cile. Ha un andamento generale da nord verso sud.
Inizia alla triplice frontiera tra Bolivia, Cile e Perù e termina alla triplice frontiera tra Argentina, Bolivia e Cile.